# Miwoks
Les Miwoks sont un peuple qui vivait dans le Nord de l'actuelle Californie, à l'ouest des États-Unis. Le mot Miwok signifie « peuple » dans leurs propres langues.
On distingue trois groupes miwok : 
- les Miwok des plaines et de l'ouest de la Sierra Nevada ;
- les Miwok de la côte Pacifique ;
- les Miwok du lac (en anglais : Lake Miwok (en)).

Ce peuple vivait de la chasse et de la cueillette ; leur artisanat était développé.